# Manettino

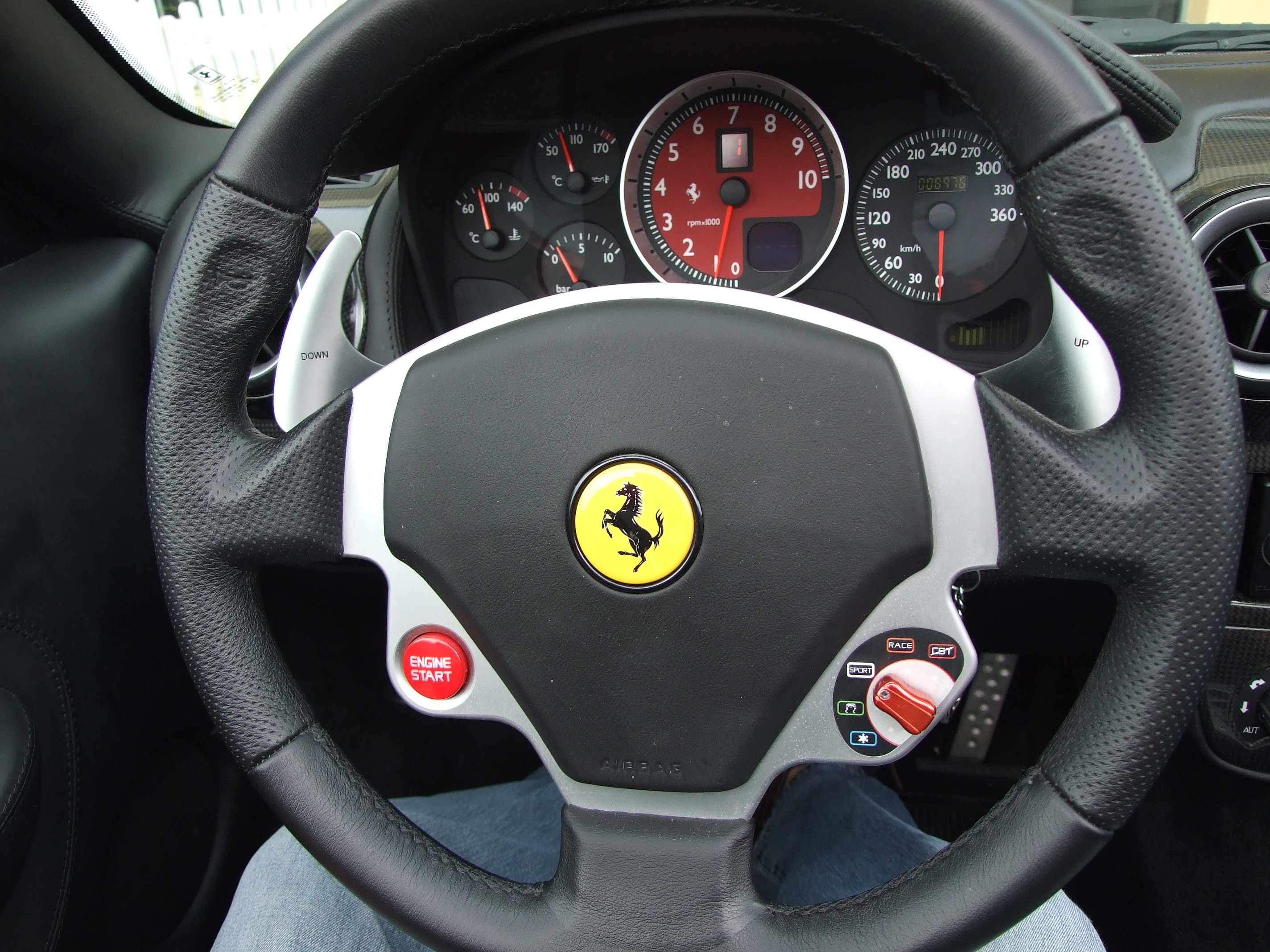
Ferrari F430 Spider-Lenkrad mit Manettino

Manettino ist die Bezeichnung für einen speziellen Lenkradschalter in einigen modernen Sportwagen des italienischen Herstellers Ferrari, wie z. B. dem Ferrari 599 GTB, dem Ferrari F430, dem Ferrari California, dem Ferrari 458 Italia und dem Ferrari F12berlinetta.
Mit diesem Schalter können im Betrieb ABS, ESP, Gaspedal-Kennlinie, Geschwindigkeit der Schaltbox und die Härte der Stoßdämpfer schnell reguliert werden, um von einem eher komfortbetonten Sport- in einen Race-Modus zu wechseln oder das Fahrzeug an schlechte Witterungsbedingungen anzupassen. Der Schalter ist stets unten rechts am Lenkradkern eingebaut. Die Entlehnung des Schalters aus der Formel 1 soll das sportliche Image der Fahrzeuge betonen. Zugleich wurde der Bedienkomfort gegenüber dem Ferrari Enzo Ferrari erhöht, der ein vergleichbares System hatte, es aber auf mehrere Schalter verteilte.

## Manettino-Stellungen
| Fahrmodus       | Beschreibung |
| --------------- | --- |
| ICE             | Kann bei besonders rutschigen Strassenverhältnissen benutzt werden (Schnee, Eis) |
| geringe Haftung | Kann eingeschaltet werden, um auch bei sportlichem Fahrverhalten einen guten Fahrkomfort zu erhalten und Stabilität bei geringer bis mittlerer Haftung zu gewährleisten. Auch für Stadtverkehr empfohlen |
| SPORT           | Der ideale Zustand für den Gebrauch des Fahrzeugs. Der SPORT-Modus unterstützt sportliches Fahrverhalten bei Strassenverhältnissen mit hoher Bodenhaftung.                                               |
| RACE            | Der RACE-Modus verstärkt das bereits sportliche Fahrverhalten des Fahrzeugs zusätzlich. Idealer Einsatzort ist die Rennstrecke.                                                                          |
| CST Off         | Das CST-System wird ausgeschaltet, das normalerweise beim Anlassen immer aktiviert ist. |

## Quelle
1. Bedienungsanleitung F430 Spider (deutsch)